# 达旺门巴语
达旺门巴语(藏語：{{{1}}}，威利转写：dak pa kha，THL：དག་པ་ཁ་)是一种东部藏语群语言，分布在中国西藏自治区山南市或印度阿鲁纳恰尔邦达旺县，以及不丹东部塔希冈宗北部丰美格窝Kyaleng、Dangpholeng和Lengkhar，靠近拉地格窝。 Van Driem (2001)将其称为不丹的东部藏语群语言中与其他语言差异最大的语言，尽管它和布姆唐语共享许多特征。SIL国际报告达旺门巴语可能是布罗克帕语的方言，并受地扎拉语影响。
达旺门巴语与则米塘门巴语、玛歌-廷布门巴语无法互通。则米塘门巴语是另一种东部藏语群语言，由Abraham, et al. (2018)记录。
Wangchu (2002)报告达旺门巴语分布在达旺县Lhou、Seru、Lemberdung和Changprong4个村。